# لوري سيمونز
لوري سيمونز (بالإنجليزية: Laurie Simmons)‏ هي مصورة أمريكية، ولدت في 3 أكتوبر 1949 في لونغ آيلند في الولايات المتحدة.

## وصلات خارجية
- لوري سيمونز على موقع IMDb (الإنجليزية)
- لوري سيمونز على موقع قاعدة بيانات الفيلم (الإنجليزية)